# California Golden Bears

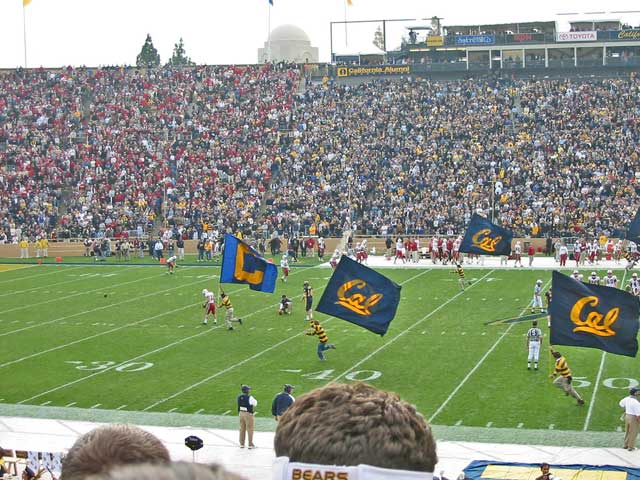
Banderas de la Universidad de California en el Memorial Stadium en 2002.

California Golden Bears (español: Osos Dorados de California) es el equipo deportivo de la Universidad de California en Berkeley, California. Los equipos de los Golden Bears participan en las competiciones universitarias organizadas por la NCAA, y forma parte de la Atlantic Coast Conference. 
El equipo más popular de los Golden Bears es el de fútbol americano, vencedor de dos títulos de la NCAA en 1920 y 1937. El programa de baloncesto masculino debutó en 1907, y en el año 1959 se proclamaron campeones de la nación. Además, ha tenido tres presencias en la Final Four: 1946, 1959 y 1960. En cuanto al conjunto de béisbol, también se ha hecho con dos entorchados, esta vez en 1947 y 1957, mientras que en rugby se ha conseguido la friolera de 22 títulos de campeón desde 1980. 
Baloncestistas como Jason Kidd, Kevin Johnson, Shareef Abdur-Rahim y Lamond Murray estudiaron en esta universidad antes de dar el salto a la NBA. También es la universidad donde jugó el conocido quarterback de los Green Bay Packers, Aaron Rodgers.

## Programa deportivo
| - Masculino - Atletismo - Atletismo en pista cubierta - Béisbol - Baloncesto - Cross - Fútbol - Fútbol americano - Gimnasia - Golf - Natación y Saltos de trampolín - Remo - Rugby - Tenis - Waterpolo | - Femenino - Atletismo - Atletismo en pista cubierta - Baloncesto - Cross - Fútbol - Gimnasia - Golf - Hockey sobre hierba - Lacrosse - Natación y Saltos de trampolín - Remo - Sóftbol - Tenis - Voleibol - Voleibol de playa - Waterpolo |

## Campeonatos
- Béisbol (2 Campeonatos World Series)
- Baloncesto (Masculino - 1 Campeonato de la NCAA)
- Remo (Masculino - 15 campeonatos por equipos - y Femenino - 3 campeonatos por equipos)
- Fútbol americano (2 Campeonatos de la NCAA)
- Golf (Masculino - 1 Campeonato por equipos)
- Gimnasia (Masculina - 4 Campeonatos por equipos).
- Rugby (22 Campeonatos USA)
- Sóftbol (1 Campeonato de la NCAA)
- Natación y Saltos de trampolín (Masculino - 2 Campeonatos por equipos)
- Atletismo (Masculino - 1 Campeonato por equipos)
- Tenis (Masculino - 1 Campeonato por equipos)
- Waterpolo (Masculino - 11 Campeonatos por equipos)